# Urwald im Lüß
Der Urwald im Lüß ist ein durch die Niedersächsischen Landesforsten ausgewiesenes Naturwaldreservat im Lüßwald nahe der Ortschaft Unterlüß im Naturpark Südheide. Er führt die offizielle Bezeichnung Naturwald Lüßberg.

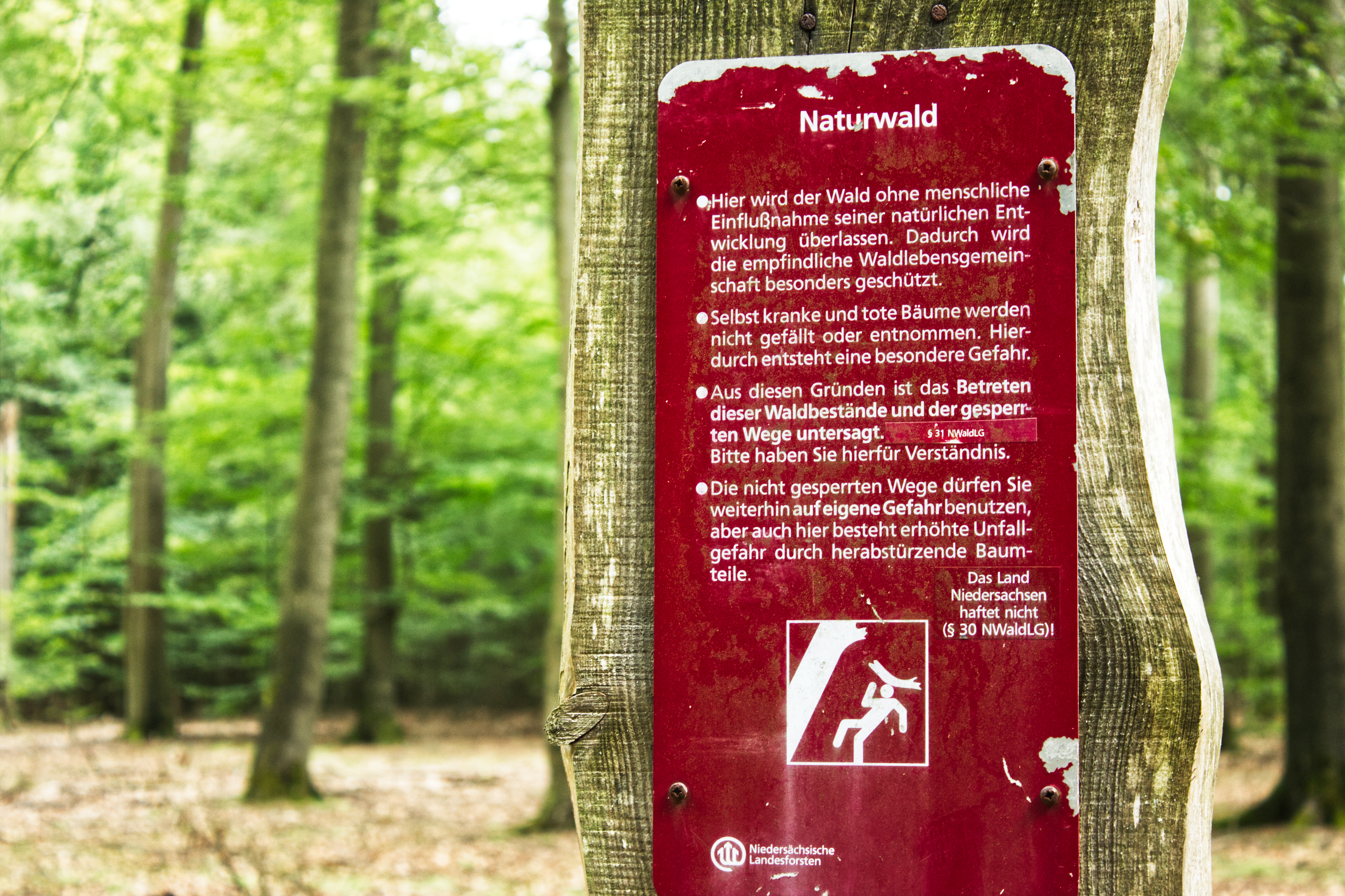
Hinweisschild, das auf den Naturwald und seine Gefahren sowie das Betretungsverbot hinweist

## Besonderheiten

### Zweck

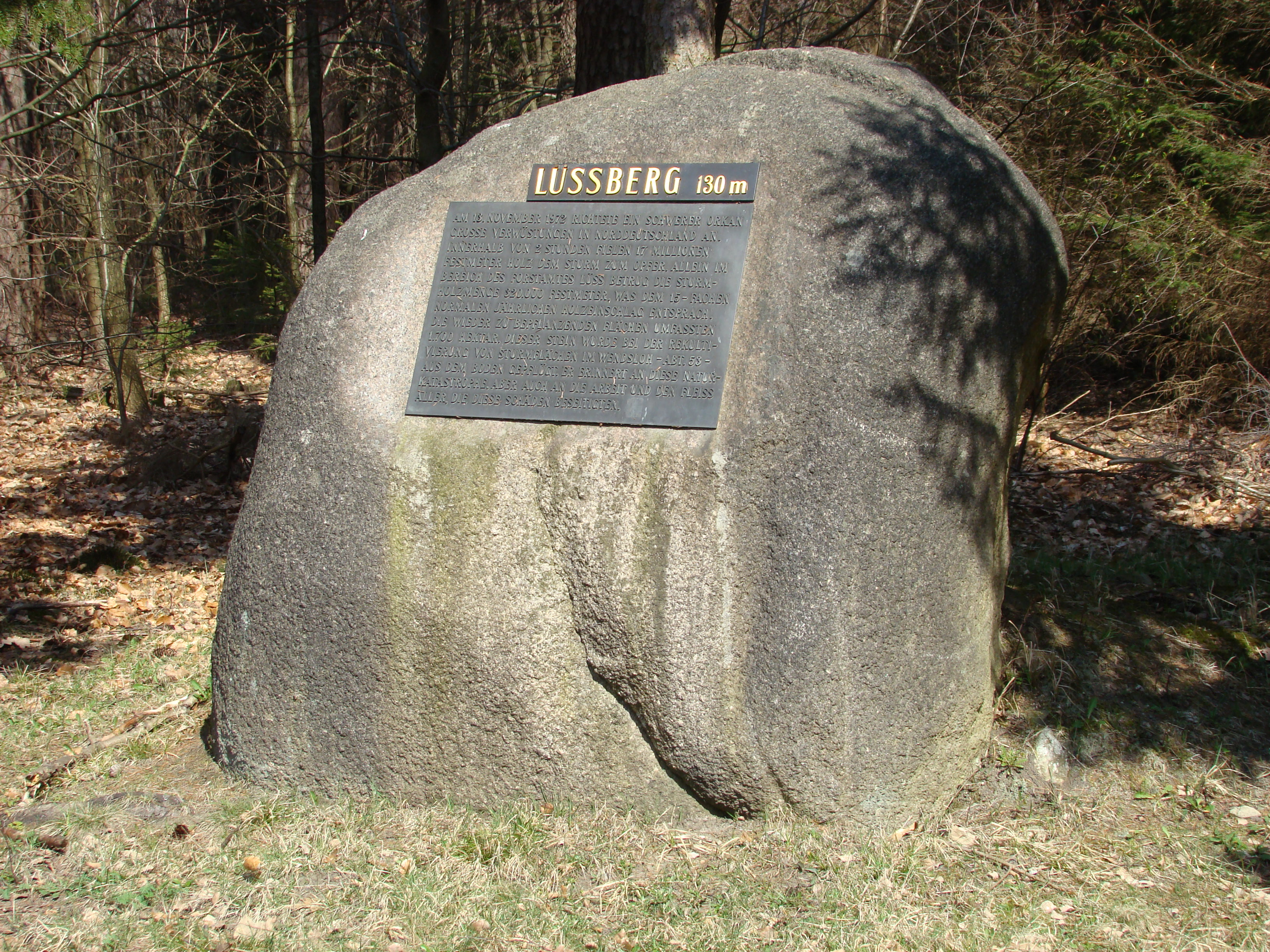
Gedenkstein an den Orkan Quimburga vom 13. November 1972

Der Lüßwald ist Teil eines der größten Waldgebiete in Deutschland. Er hat eine Größe von 7500 ha. Mitten in diesem Waldgebiet wurde 1974 ein 29,1 ha großes Waldstück als Naturreservat ausgewiesen. Es dient dem Naturschutz und gleichermaßen auch der Waldforschung und der Lehre. In solch ausgewiesenen Waldabschnitten finden keinerlei Forstarbeiten statt, der Wald wird sich damit selbst überlassen. Für den „Urwald im Lüß“ besteht nach § 31 des Niedersächsischen Gesetzes über den Wald und die Landschaftsverordnung ein Betretungsverbot. Zur Forschung darf der Wald betreten werden, wobei hier auf das „zerstörungsfreie Betreten“ geachtet werden muss. Zuständig für die Forschung ist die Nordwestdeutsche Forstliche Versuchsanstalt mit Sitz in Göttingen, hier die Abteilung A „Waldwachstum“ im Sachgebiet „Waldnaturschutz/Naturwaldforschung“.

### Herleitung des offiziellen Namens
Die offizielle Bezeichnung des Reservats lautet „Naturwald Lüßberg“. Der Lüßberg als Namensgeber ist in unmittelbarer Nähe die höchste Erhebung im Lüß mit 130 Höhenmetern. Ein Gedenkstein dort erinnert an den Orkan Quimburga vom 13. November 1972, der immense Schäden im Wald anrichtete.

### Flora und Fauna
Das Waldgebiet ist ein Mischwald, in dem hauptsächlich Rot-Buche, Traubeneiche und Kiefer wachsen. Aber auch Fichten und Birken sind dort anzutreffen. Wenn Bäume absterben, entstehen kleine Lichtungen, in denen Waldeidechsen einen Lebensraum finden. Hirsche und Rehe finden dort Nahrung. Auf diesen Lichtungen entstehen dann im Schutze der Bäume neue Gehölze, die ungestört heranwachsen, da das Sonnenlicht den Waldboden erreicht. In dem verrottenden Altholz entstehen neue Lebensräume, da zahlreiche Tierarten darauf angewiesen sind. Nährstoffe, die durch das Verrotten des Holzes entstehen, nähren den Boden. So entstehen Wälder mit Bäumen unterschiedlichster Altersstufen in einem ungestörten Kreislauf des Werdens und Vergehens.

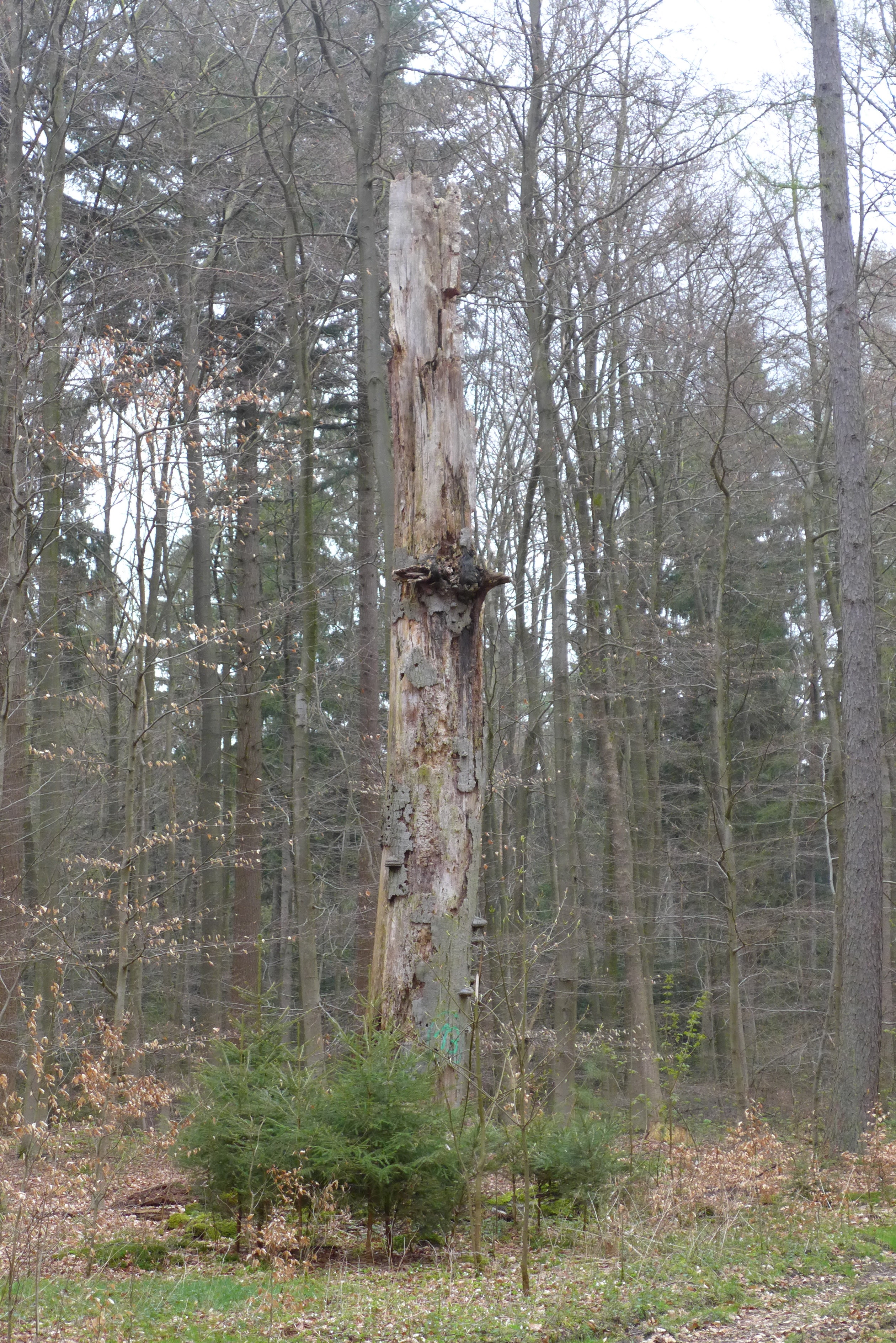
Eine Rotbuche im Verfallstadium im Lüßwald

Buchen und Eichen können sehr alt werden. Rotbuchen erreichen bis zu 300 Jahre, Eichen sogar bis zu 800 Jahre. Es gibt Käferarten, für die die Eichen ab einem Alter von 120 Jahren als Lebensraum in Frage kommen. Andere nutzen den Baum erst, wenn sich sein Lebensende nähert und schon viel Totholz zur Verfügung steht. Darin werden dann die Larven abgelegt. Beim Höhlenbau ist der Schwarzspecht auf alte Rotbuchen mit einer gewissen Stammdicke angewiesen. In Wirtschaftswäldern werden die Buchen oft nicht alt genug für diese Vogelart.
Das Waldgebiet ist ein Rückzugsgebiet für viele, auch seltene Tierarten, wie z. B. den Schwarzstorch. Auch der Wolf entdeckt mehr und mehr den Lebensraum, da der Lüß reich an Rehen, Hirschen und Wildschweinen ist. Raubwild wie Marder oder Füchse leben hier ebenfalls. Im Jahr 2018 wurde sogar der Luchs in der Lüneburger Heide gesichtet. Bereits 2017 wurde das Vorkommen der Europäischen Wildkatze nachgewiesen. Dass Wolf, Luchs und Wildkatze in einer Region vorkommen, wurde als bisher einmalig in Deutschland bezeichnet.

### Forstarbeiten

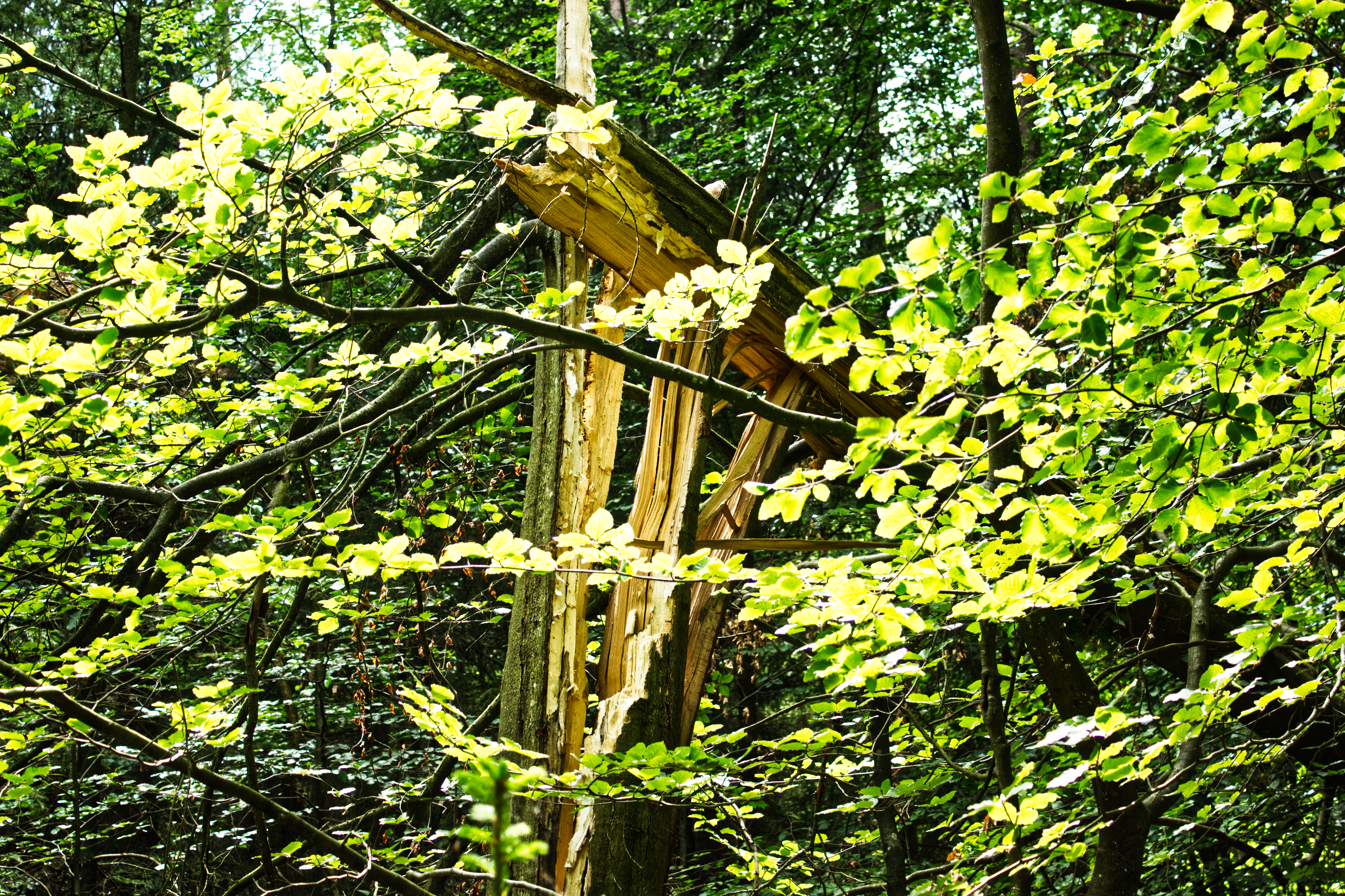
Abgeknickter Baum im Naturwald

Im „Urwald im Lüß“ finden keinerlei Forstarbeiten statt und der Wald soll sich nach und nach zu einem echten Urwald entwickeln. Ausnahmen sind z. B. Feuerschutz- und Forstschutzmaßnahmen bei Gefahr im Verzug. Wenn z. B. umgestürzte Bäume auf Wege am Rande des Gebiets fallen oder zu fallen drohen dann werden diese zur Unfallverhütung gefällt und zersägt. Schnittgut wird allerdings nicht verwertet, sondern an den Rändern abgelegt und dem Wald überlassen. Jeglicher Handel mit Schnittgut aus Reservaten ist nicht erlaubt.

### Weitere „Urwälder“
In Niedersachsen gibt es insgesamt 107 solcher Wälder (Stand 23. September 2024). Deutschlandweit sind es sogar 760. Bis zum Jahr 2025 soll in Niedersachsen 10 % der Waldfläche als Naturwälder ausgewiesen werden. Damit gehen der Landesforst ca. 12,5 Millionen Euro an „Wirtschaftsholz“ verloren. Die Landesforst bringt damit zum Ausdruck, welchen Wert die Natur für Mensch und Tier hat. So kommt man auch dem immer größer werdenden Wunsch der Menschen nach, unberührte Natur vorzufinden. Zudem ist die Neugier an den Zusammenhängen in Naturwäldern in der Gesellschaft sehr groß. Umweltbildung und die Öffentlichkeitsarbeit sind Bereiche, in dem die Naturwälder durch die NLF einer breiten Öffentlichkeit nahegebracht werden. So auch der Urwald im Lüß, wo an einem Wanderweg viele Schautafeln darauf hinweisen und der Wald dem Menschen näher gebracht wird (siehe Touristik).

## Touristik

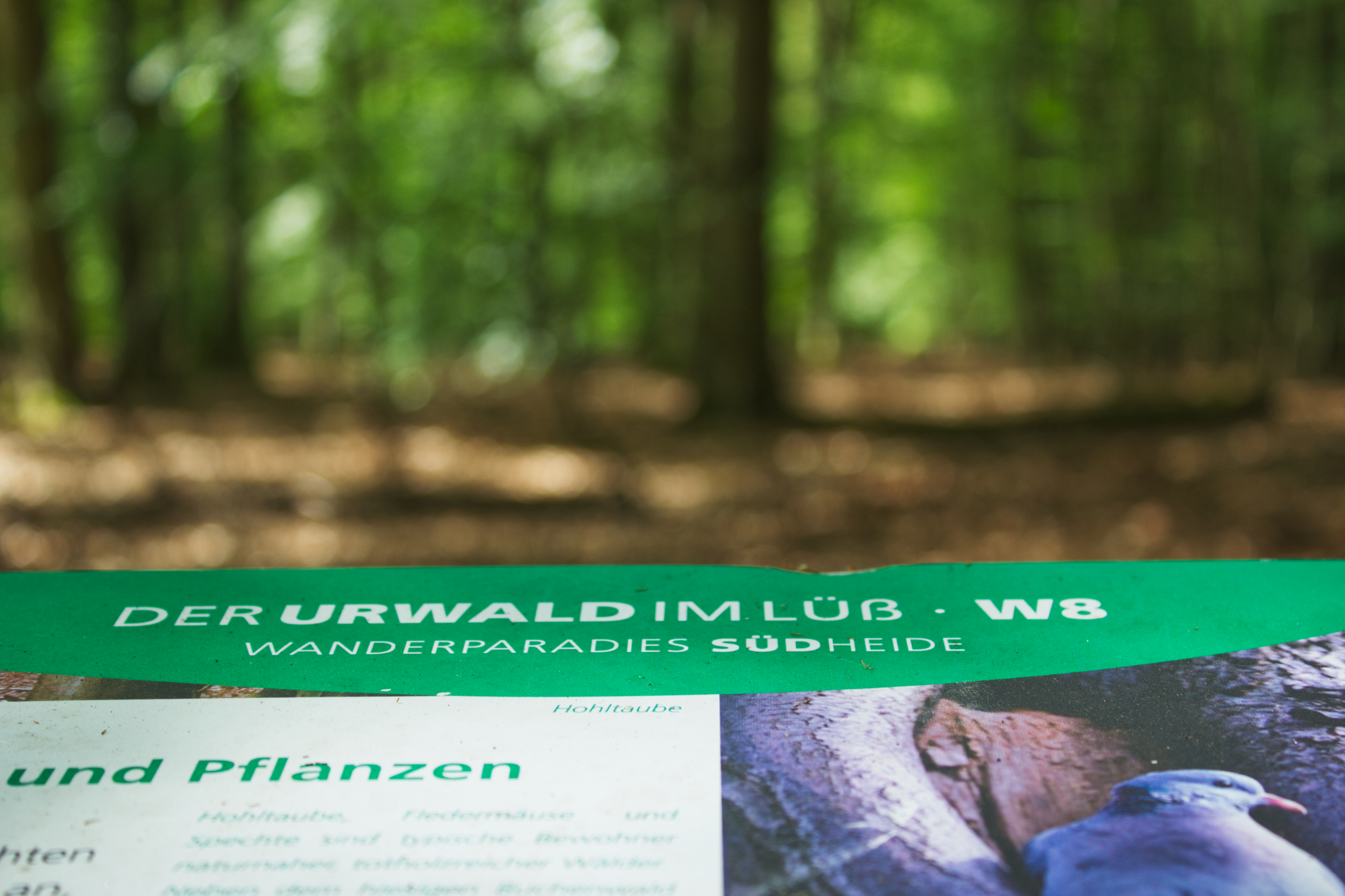
Infotafeln am Rundwanderweg erläutern Interessierten den Urwald im Lüß

Im Naturpark Südheide sind zahlreiche Wanderstrecken durch die Lüneburger Heide GmbH ausgewiesen. So führt auch eine Wanderstrecke mit dem Titel „Der Urwald im Lüß (Kurze Tour 7,2 km, Rundweg), Walderlebnispfad“ an dem Waldstück entlang. Schautafeln laden zum Verweilen ein und bringen Interessierten den Wald näher.

## Trivia

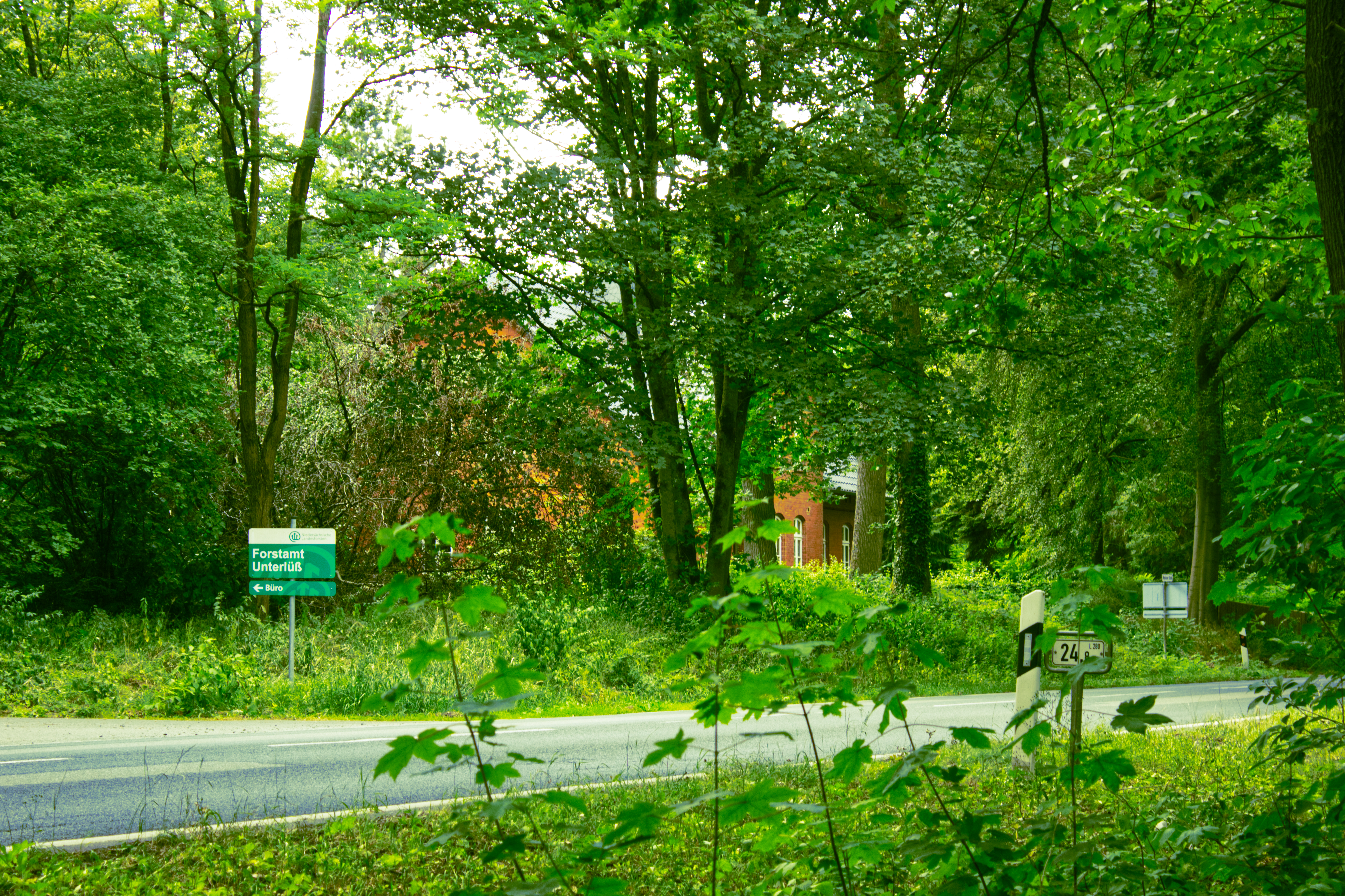
Das Forstamt im Unterlüß in unmittelbarer Nähe zum Naturwald.

In der angrenzenden Gemeinde Südheide mit dem Ortsteil Unterlüß existiert ein Verein „Urwald Team e.V.“, der allerdings lediglich den Namen trägt und ein Freizeitverein ist. Weiterhin befindet sich in unmittelbarer Nähe das Niedersächsische Forstamt Unterlüß. Leiter des Amtes ist seit dem 1. Juli 2020 Arne Sengpiel.